# Тонкович, Радмила Дмитриевна
Радмила Дмитриевна Тонкович — лётчица, филолог, авиационный журналист и редактор, профессор и переводчик. Кавалер Почётного Золотого знака пилота ВВС и ПВО Армии Сербии. Награждена Почётным парадным кинжалом офицера авиации Армии Сербии. Редактор журналов «Наша крила», «Мома-гласник», «Аэромагазин». Член Международного союза Славянских журналистов и Военно-научного общества Культурного центра Вооружённых сил РФ.

## Биография
Радмила Тонкович родилась в Югославии. Отец происходит из королевского рода. Среди ее предков — моряк Марко Войнович, основатель Черноморского флота, которого Пётр I пригласил в Петербург. Один из прапрадедов Радмилы Тонкович был мэром.
Радмила Тонкович начала изучать русский язык, как и русскую литературу с детства. Определенную роль в этом сыграла бабушка, которая рассказывала русские сказки. Во время обучения в гимназии изучала греческий, латынь, английский и немецкий. После окончания гимназии с отличием, поступила в Белградский университет. Училась на филологическом и философском факультетах.
Несколько раз меняла место обучения и поступала в различные европейские вузы.
Училась в университетах в Гейдельберге, Лондоне, Мангайме.
В итоге приехала получать высшее образование в Москву. Поступила в МГУ, и по ее собственным воспоминаниям, ее обучали блестящие профессора.
Стала выпускницей филологического факультета МГУ. После окончания обучения, Радмила Тонкович вернулась домой и начала работать военным атташе. Она проработала в команде ВВС Сербии 23 года.
Радмила Тонкович состоит в Международном союзе Славянских журналистов. Почётный член ассоциации авиаторов Сербии, Содружества пилотов «Курьяци са Ушча», Клуба Ма2+ пилотов сверхзвуковой авиации, авиационной ассоциации «Святой Архангел Гаврило». Является членом правления Национального аэроклуба «Наша Крила», аэроклуба «Вайя», авиационного содружества «Свети Илия». Пресс-атташе и почётный член Содружества женщин-пилотов Сербии. Почётный член Русского клуба женщин-авиаторов «Авиатрисса».
Радмила Тонкович — кавалер Почётного Золотого знака пилота ВВС и ПВО Армии Сербии. Единственная женщина, которую наградили Почётным парадным кинжалом офицера авиации Армии Сербии. Награждена серебряной медалью Николы Теслы, Дипломом и Золотой Медалью Союза журналистов России «Памяти Интернет-журналиста Владимира Сухомлина». В середине апреля 2012 года получила «Медаль за развитие и укрепление дружбы, культурных и исторических связей народов России и Сербии». Награждена медалью «Мир и дружба России и Сербии» и «Медалью за заслуги в культуре и искусстве», Орденом «Сила России — 100 лет ВВС», медалью «90 лет Гражданской авиации России». Обладательница международной награды — Диплома «Paul Tissandier» за жизненное дело в области авиации.
Стилистический и научный редактор журналов «Scientific Technical Review» и «Научно-техническая информация».
В 2005 году была опубликована ее первая книга «Жизнь, созданная полётом». Ее перевели на русский и английский языки. В 2010 году написала книгу «Тадия Сондермайер» про инженера авиации. Третья книга «Небесные героини мира». В Москве третья книга была презентована 4 мая 2017 года в Библиотеке № 7 имени Антуана де Сент-Экзюпери.
Радмила Дмитриевна Тонкович живет и работает в Москве и в Белграде. Муж — Антон, есть дети.

## Награды
- Орден Звезды Карагеоргия II степени (2022)[6].